# Diamantino Martins
Prof. Pe. Diamantino Martins (Zibreira, 1910 - 1979) foi um professor catedrático, filósofo, académico e padre português. É considerado um dos mais influentes pensadores da denominada Escola de Braga. Foi um dos fundadores da Revista Portuguesa de Filosofia. É autor de uma vasta obra filosófica, e é considerado por apresentar um pensamento original sobre a evidência natural e o conhecimento imediato e intuitivo de Deus. A fina sensibilidade e análise psicológica do sentimento do divino na mais profunda identidade do ser humano manifestam, na sua obra, uma compreensão penetrante da atualidade da questão de Deus, muito presente no regresso do religioso e do divino na literatura do final do século passado. Situa-se também na corrente inovadora do pensamento filosófico dos autores portugueses contemporâneos, quanto ao tratamento filosófico da questão de Deus, como Sampaio Bruno e Fernando Pessoa.

## Biografia
Diamantino Martins nasceu na Zibreira, no município de Torres Novas, a 26 de junho de 1910. Depois de cursar os estudos secundários no Liceu de Santarém, ingressou na Companhia de Jesus em 1927. Licenciou-se em Filosofia em França, em 1934. Doutorou-se em Filosofia pela Universidade de Sarrià (Barcelona) em 1943, com a dissertação Bergson: a Intuição como Método na Metafísica. Foi, desde 1934, professor do Instituto Beato Miguel de Carvalho que, em 1942, se viria a converter em Faculdade Pontíficia e, em 1967, na Faculdade de Filosofia da Universidade Católica Portuguesa. Publicou, entre outros livros e artigos, O Existencialismo (1995), O Problema de Deus (1957), Teoria do Conhecimento (1957), Mistério do Homem (1961) e Filosofia da Plenitude (1966).
Em 2010, pela ocasião do seu centenário, a Faculdade de Filosofia de Braga da Universidade Católica Portuguesa organizou um colóquio, muito concorrido, com 13 (treze) comunicações.
Falece em 1979, vítima de doença prolongada, semanas depois de uma operação à tiróide. Embora nascido na Zibreira, era de famílias de Minde, sendo primo próximo do também professor e benemérito Abílio Madeira Martins e primo do aguarelista Alfredo Roque Gameiro.